# Jan Fabre

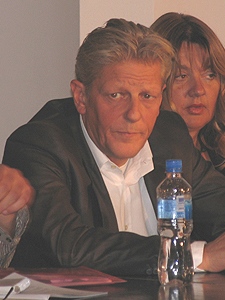
Jan Fabre in 2008

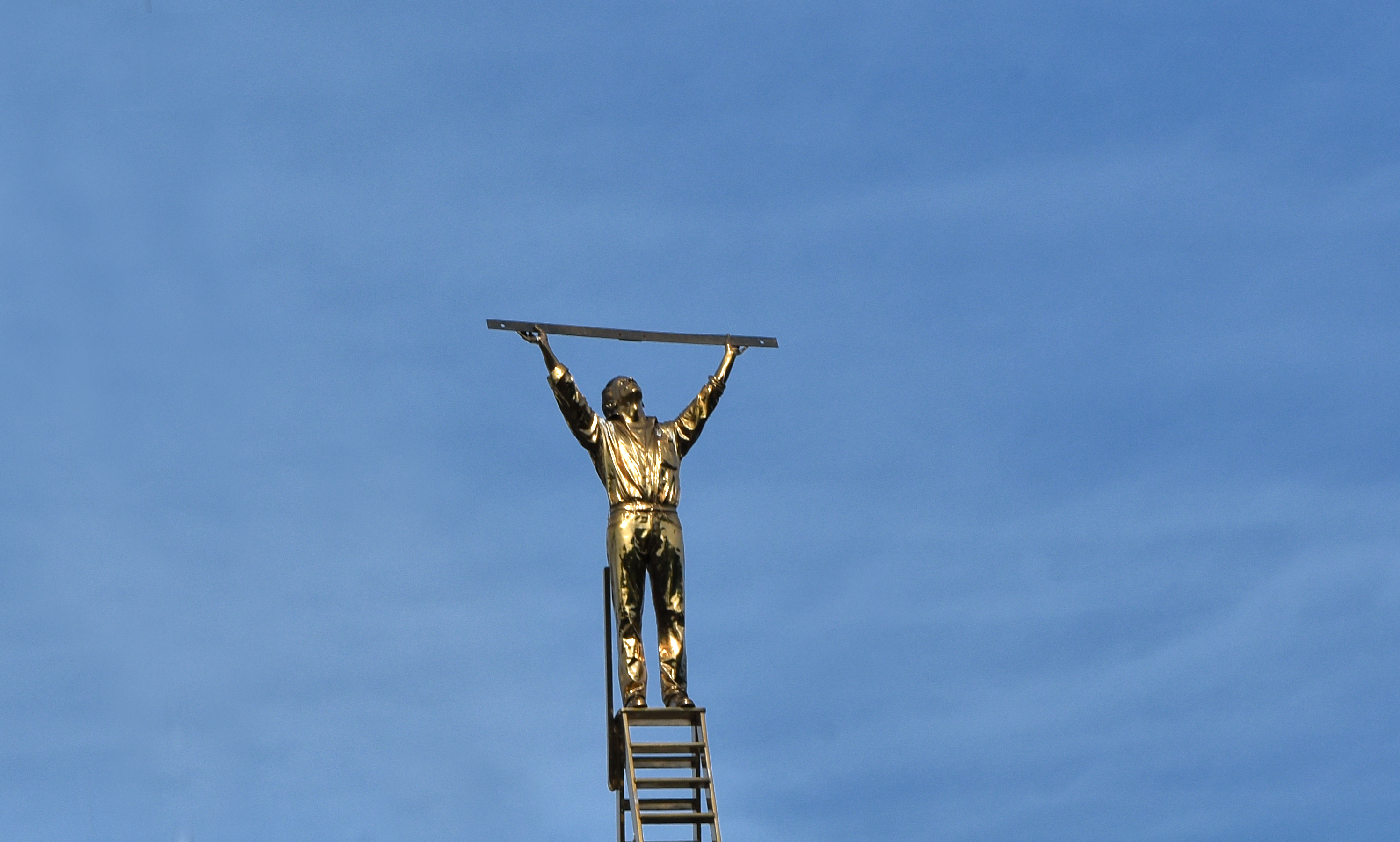
De man die de wolken meet op het S.M.A.K. te Gent

Jan Fabre (Antwerpen, 14 december 1958) is een Belgisch multidisciplinair kunstenaar. Zijn artistieke opleiding genoot hij aan het Stedelijk Instituut voor Sierkunsten en Ambachten (Antwerpen) en aan de Koninklijke Academie voor Schone Kunsten van Antwerpen - DKO. Hij is vooral bekend voor zijn theaterwerk, onder andere via zijn theatercompagnie Troubleyn, en zijn kunstwerken. Fabre werd in april 2022 veroordeeld voor grensoverschrijdend gedrag bij Troubleyn.

## Theaterwerk

### Theaterregisseur
In de periode tussen 1976 en 1980 schreef Fabre zijn eerste theaterteksten en hield hij zijn eerste performances waarbij het gedisciplineerde lichaam centraal staat. Vanaf 1980 begon hij te regisseren. In 1982 wordt hij internationaal bekend met “Het is theater zoals te verwachten en te voorzien was”. In 1984 vertoont hij De Macht der Theaterlijke Dwaasheden op de Biënnale van Venetië. Daarna bleef hij producties maken met de nadruk op het extatische lichaam.

### Troubleyn/Laboratorium
Eind 1999 nam Jan Fabre met zijn theatergezelschap zijn intrek in het afgebrande Ringtheater aan de Pastorijstraat in Antwerpen. Zijn theatercompagnie Troubleyn zocht lange tijd naar middelen om dit pand terug leefbaar en levend te maken. Begin 2007 werden de verbouwingswerken, mede gefinancierd door de Vlaamse Gemeenschap en de stad Antwerpen, afgerond. Architect Jan Dekeyser, tevens lichtontwerper van de compagnie en theatermaker, tekende de plannen. Op 16 maart 2007 opende het Troubleyn/Laboratorium feestelijk de deuren met een buurtconcert, voorstellingen van de productie Angel of Death, een buurtkwis en een inhuldigingsceremonie (d.d. 24 maart). De stad blijft eigenaar van dit pand dat voor 33 jaar in erfpacht werd gegeven aan Fabres theatercompagnie en het gaat na afloop van dit contract terug naar de gemeenschap.
Hij heeft er kantoren, een decoratelier, een dansstudio en een repetitiezaal met een plateau van 17 meter breed, 12 meter diep. Het doet dienst als een artistiek laboratorium.
Bovendien werden er permanente kunstwerken geïntegreerd in de architectuur van onder anderen Marina Abramovic, Wim Delvoye, Romeo Castellucci, Henk Visch, Enrique Marty, Luc Tuymans en Jan Van Imschoot.
Troubleyn/Laboratorium is in de eerste plaats een huis voor creatie en onderzoek. Jonge makers kunnen er vrij van productiedruk experimenteren en creëren. Het pand wordt ook intensief gebruikt door andere gezelschappen uit Vlaanderen en daarbuiten. Daarnaast vinden er workshops plaats van theatermakers en onderzoekers.

## Plastisch werk

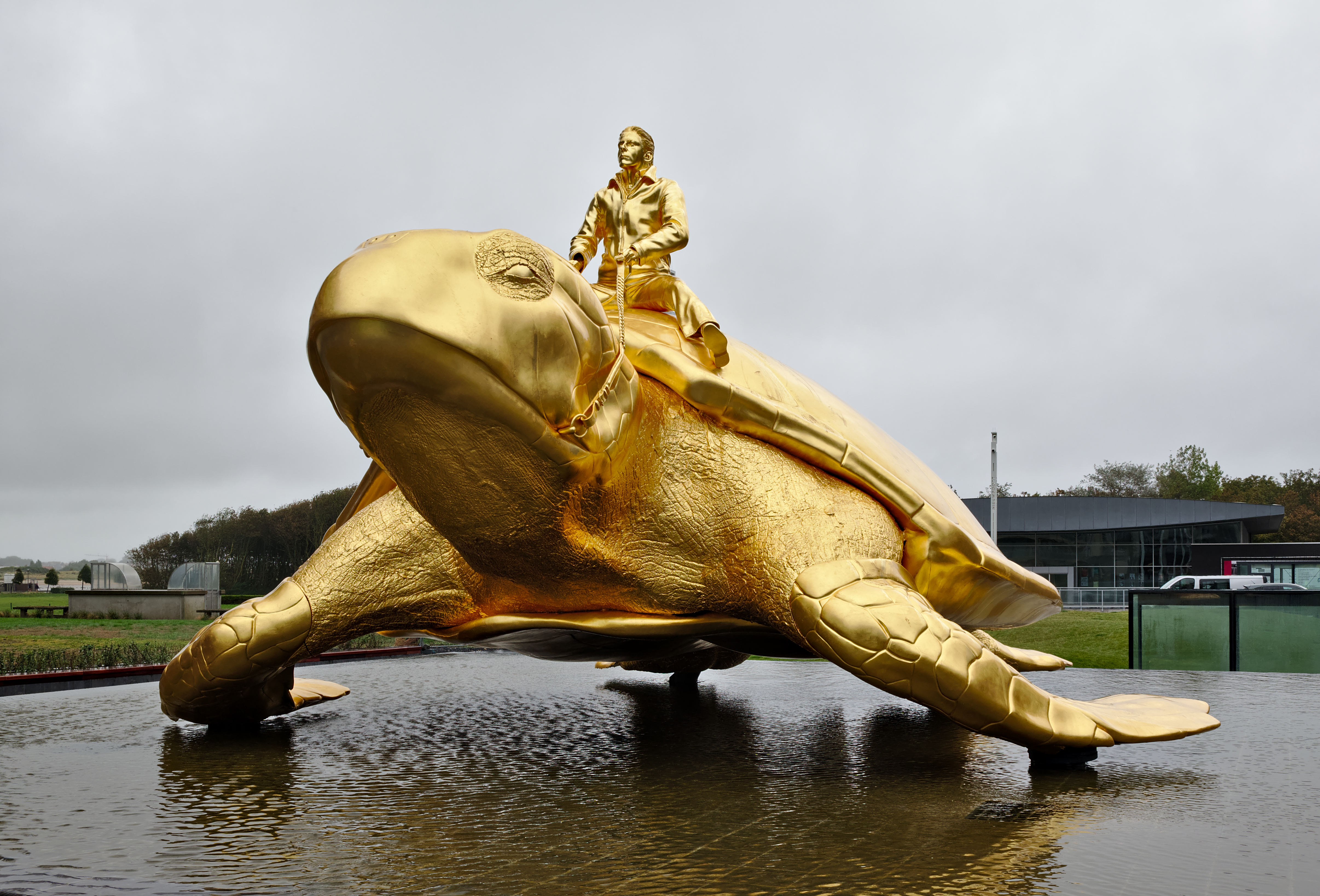
Searching for Utopia

Ook op gebied van de beeldende kunst is Jan Fabre actief. Als tekenaar staat hij bekend om zijn "Bic-art", tekeningen gewoon met de balpen, rondom alle mogelijke thema's.
In 1984 presenteerde de jonge Fabre in het vroegere Hasseltse Provinciaal Museum in vleugel '58 een tentoonstelling met bic-tekeningen, die later tot zijn huisstijl uitgroeiden. Daarop volgde het Tivoli-kasteel (1990), in Mechelen, van 23×18×21m: een paviljoen helemaal beplakt met bebict papier. Hij vindt in deze specifieke kleur blauw een evenbeeld van het zgn. 'uur blauw', het moment tussen nacht en zonsopgang wanneer het nog niet licht is, maar ook niet meer donker. Dit is het uur waarop de wereld ontwaakt. De Bic wordt door Fabre niet alleen gebruikt voor het maken van tekeningen, hij gebruikt haar om allerlei dingen te bekrassen en hen zo in het rijk van het Uur Blauw binnen te loodsen. Fabre probeert om met dergelijke grote tekeningen de tekening te verzelfstandigen. De tekening wordt een sculptuur en omgekeerd. De tekening wordt een object waar men rond kan wandelen. Door het formaat wordt de tekening ook een ruimte die de toeschouwer volledig in een blauwe diepte trekt.
Er zijn de plastische beelden in brons: De man die de wolken meet uit 1998, als installatie op de daken van het S.M.A.K. te Gent en De Singel te Antwerpen. Het beeld is een eerbetoon aan de vroegtijdig overleden tweelingbroer van Fabre. De kunstenaar liet zich hiervoor inspireren door een personage uit de film Birdman of Alcatraz, waarin een tot levenslang veroordeelde moordenaar bij zijn vrijlating verklaarde "de wolken te willen meten". Voor Beaufort 2006 plaatste hij De astronaut die de zee dirigeert met een beeltenis van Dirk Frimout boven op het dak van het Kursaal te Oostende. De Belgische astronaut-wetenschapper gaat vanaf daar een dialoog aan met de zee. Maar vooral Searching for Utopia: een vele keren uitvergrote schildpad met een naar de zee kijkend zelfportret-ruiter boven op het schild. De titel van het werk verwijst naar Utopia van Thomas More, terwijl het beeld zelf herinnert aan Roald Dahls The Boy Who Talked with Animals (1977). Het indrukwekkende bronzen beeld is 7 meter lang, 3 meter hoog en weegt 5,5 ton. Het werk is permanent aanwezig op de dijk aan het strand van Nieuwpoort nu de stad dit werk heeft aangekocht na de installatie ervan in het kader van de kunsttriënnale Beaufort 2003. Sinds 2016 staat in de kathedraal van Antwerpen het beeld De man die het kruis draagt. Dit is een levensgroot beeld van de kunstenaar zelf die een metershoog kruis balanceert op één hand.
In 2000 beplakte hij de zuilen van de Gentse Universiteitsaula met echte ham. Dit werk heet Benen van de rede ontveld: (niet meer voor consumptie geschikte) ham op zuilen. Dit werk roept veel controverse op. Citaten uit de pers: "Daar honderden kilo's vlees tegenaan gooien, terwijl er mensen zijn die nog geen 100 gram kunnen kopen". Tegenstanders rukken er stukken vlees af. 

### Beelden met kevers
Vanaf de negentiger jaren begint hij met schilden van kevers te verwerken in zijn installaties. Zijn meest recente realisaties wekten algemeen ophef.
In opdracht van Koningin Paola van België installeert hij in 2002 Heaven of Delight in het Koninklijk Paleis van Brussel, een verwijzing naar De Tuin der Lusten van Jheronimus Bosch  (Museo del Prado, Madrid). De creatie bestaat erin, dat men het plafond van de grote spiegelzaal en een grote luchter volledig belegd heeft met anderhalf miljoen groen-blauw glinsterende schilden van Thai-exotische juweelkevers of de scarabee (Sternocera acquisignata), waarbij de iriserende kleuren het gevolg zijn van de structuur van de schilden. Assistenten vulden de schilden met zwarte silicone en plakten ze geordend tegen het plafond. Door de aftekening van de letter P verwijst hij naar de opdrachtgeefster, koningin Paola. 

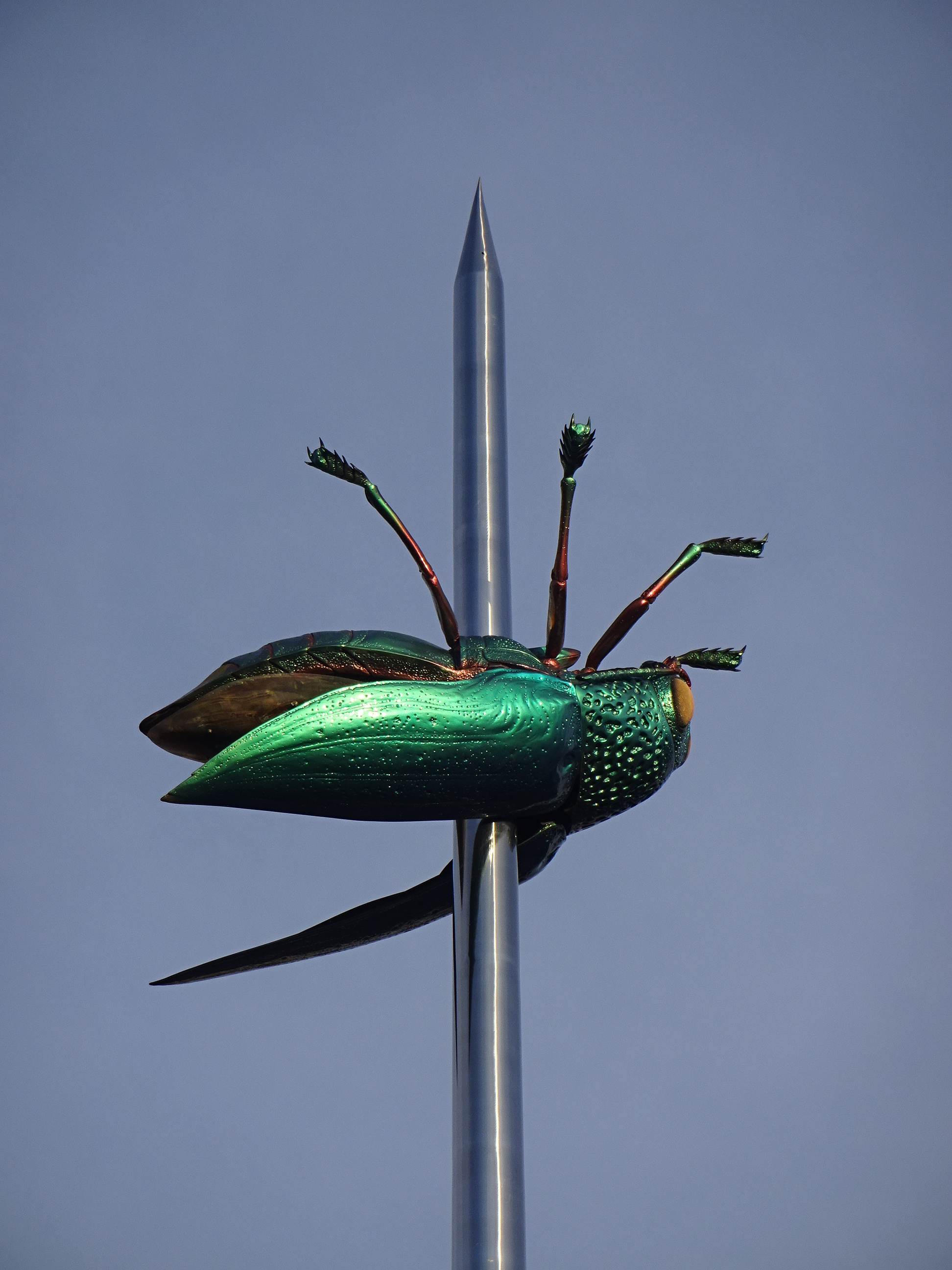
Totem

In 2004 realiseerde hij Totem op het Ladeuzeplein te Leuven in opdracht van de Katholieke Universiteit Leuven naar aanleiding van haar 575ste verjaardag. Het werk bestaat uit een 23 meter hoge roestvrijstalen naald die een reusachtige kever (van de familie Buprestidae) doorboort.
In de zomer van 2006 was er een tentoonstelling van recente sculpturen, installaties en films van Fabre in het Koninklijk Museum voor Schone Kunsten te Antwerpen. Fabre inspireerde zich op de bestaande verzameling oude kunst, die hem reeds van bij het begin van zijn artistieke praktijk heeft beïnvloed. In de twintig monumentale tentoonstellingszalen plaatste Fabre zijn kunst tegenover het werk van o.a. Rogier van der Weyden, Lucas Cranach de Oude, Peter Paul Rubens en Henri De Braekeleer. Aldus ontstond er een parcours van tekeningen, hommages, dialogen, transformaties die blijven boeien. Een installatie heette Boodschappers van de dood onthoofd, 2006. Het bestond uit zeven uilenkoppen op een kraakwitte, lange koorbank in relatie tot de Val van de opstandige engelen, 1554 van Frans Floris. Een andere installatie heette Bloedneusfiguur, 2006. Verder een installatie met een vergulde spijkerman Sarcofagus conditus, liggende aan de voeten van aartsengel Michaël, drakendoder en heer der engelenscharen afgebeeld op een 15de-eeuws retabel van een anonieme Catalaanse meester (1426-1450).
Op de biënnale van Venetië 2007 toonde de kunstenaar een installatie Ik spuw op mijn eigen graf. Fabre wendt een bewegende replica van zichzelf aan die boven een slagveld van zerken om de paar minuten een spuugwolk produceert. Zo staat er een zelfbewuste kunstenaar die met levende kunst de dood tracht te overstijgen. Nochtans is het morbide karakter ervan bedrieglijk, de zelfspot duidelijk. De tentoonstelling genoemd Antropology of a Planet liep in het Palazzo Benzon.

### Louvre 2008
In het voorjaar 2008 maakte de kunstenaar in het Parijse Louvre onder de titel  L'Ange de la métamorphose een dertigtal grote installaties in reactie op werken van Vlaamse, Hollandse en Duitse meesters in de vijftien zalen van de Richelieuvleugel. Centraal daarbij stonden thema's als godsdienst, het leven, de dood, het lichaam en het offer.
De Australische zakenman David Walsh kocht de aldaar tentoongestelde installatie genoemd Zelfportret als grootste worm van de wereld aan voor zijn in 2009 geplande Museum of Old and New Art in Hobart, Tasmanië, Australië. Het werk is opgebouwd uit een aantal grafzerken met vermelding van insectennamen. Daarboven kronkelt een replica van een sprekende meterslange worm met het hoofd van de kunstenaar.
In maart 2010 exposeerde Fabre in de vroegere Parijse galerie Alexandre Leadouze, de nieuwe vestiging van de Belgische kunsthandelaar uit Sint-Martens-Latem, Guy Pieters. Fabre maakte daarvoor 18 verschillende gebeeldhouwde koppen van zichzelf. Zij worden als 18 Hoofdstukken voorgesteld. Achttien verschillende auteurs vertellen in de catalogus een verhaal bij elk werk.
In de zomer van 2010 waren de opnames van een performance, opgenomen in het Louvre in 2008, rond de Franse gangster-vermommer Jacques Mesrine, te zien in het Antwerpse Muhka met als titel Art kept me out of jail. Het is een verwijzing naar Fabres eigen verleden. De kunstenaar verklaarde meermaals dat hij dankzij de kunst niet in het misdaadcircuit terechtkwam.
Van 10 april 2011 tot 4 september 2011 was een omvangrijke tentoonstelling van en over Fabre te zien in het Kröller-Müller Museum op de Veluwe, getiteld Hortus/Corpus.
Naar aanleiding van het Barokjaar 2018 kreeg de kunstenaar de opdracht om het hoofdaltaar en de zijaltaren van de Antwerpse Sint-Augustinuskerk te voorzien van nieuw werk ter vervanging van kopies van werken van Pieter Paul Rubens, Antoon van Dyck en Jacob Jordaens. Een 450.000-tal dekschilden van de scarabee vormt het materiaal waaruit Fabres installaties opgebouwd zijn. Fabre verwerkte in zijn werk, dat vanaf juli 2018 te bezichtigen is, motieven van de oorspronkelijke altaarstukken en vormde ze om naar zijn eigen beeldtaal met elementen van de hedendaagse muziekcultuur. De werken krijgen de volgende titels mee: het Monastieke Optreden voor het hoofdtaltaar (vroeger P.P. Rubens), de Extatische Opname voor het linkerzijaltaar (vroeger A. van Dyck) en voor het rechterzijaltaar het Hemelse Vooruitzicht (vroeger Jordaens).